# 大眼白鮭
大眼白鮭，為輻鰭魚綱鮭形目鮭科的一種，為溫帶淡水魚，分布於歐洲德國、瑞士、奧地利博登湖流域，體長可達30公分，棲息在底中層水域，生活習性不明。